# Complexe oxo
Un complexe oxo est un complexe métallique dont un ligand est l'anion bidenté oxyde O2−, généralement pontant, parfois terminal. Ce ligand stabilise les états d'oxydation élevés des cations métalliques. On le trouve dans diverses métalloprotéines, comme les cofacteurs molybdoptérine et FeMoco (« cofacteur à fer et molybdène »), ainsi que dans de nombreuses enzymes contenant du fer. L'un des premiers composés synthétiques contenant un ligand oxo est sans doute le ferrate de potassium K2FeO4, probablement préparé par le chimiste allemand Georg Ernst Stahl dès 1702.

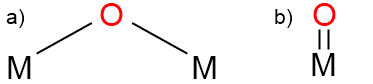
Ligand oxo (a) pontant, (b) terminal.

## Réactions

### Olation et réactions acido-basiques
L'olation est une réaction courante des complexes métalliques oxo. C'est une réaction de condensation qui convertit les oxydes de faible poids moléculaire en polymères via ponts oxyde. Elle commence souvent par la déprotonation d'un complexe métallique hydroxo. C'est la base de la minéralisation et de la précipitation des oxydes métalliques.

### Transfert d'atome d'oxygène
Les complexes métalliques oxo sont des intermédiaires dans de nombreuses réactions d'oxydation catalysées par des métaux. Le transfert d'atome d'oxygène est une réaction majeure en chimie organique et en biochimie. Certains complexes oxo sont capables de transférer leur ligand oxo sur des substrats organiques. C'est par exemple le cas avec les enzymes de la superfamille des oxotransférases à molybdène, parmi lesquelles on compte la DMSO réductase, la xanthine oxydase, la nitrite réductase et la sulfite oxydase.
Des complexes métalliques oxo interviennent également comme intermédiaires dans la conversion de l'eau en oxygène O2 à l'aide de catalyseurs d'oxydation de l'eau.

### Extraction d'atomes d'hydrogène
Les complexes oxo de métaux de transition sont également capables de briser des liaisons fortes C–H, N–H et O–H. Le cytochrome P450 contient un complexe oxo de fer de valence élevée qui est capable d'extraire les atomes d'hydrogène de liaisons C–H fortes.

## Oxydes moléculaires
Certains des composés oxo les plus connus et les plus largement utilisés sont des oxydants tels que le permanganate de potassium KMnO4 et le tétroxyde d'osmium OsO4. De tels composés sont largement utilisés pour convertir des alcènes en diols vicinaux et des alcools en cétones ou en acides carboxyliques. Parmi les réactifs oxydants plus sélectifs ou plus doux, on compte le chlorochromate de pyridinium [C5H5NH]+[CrO3Cl]− (PCC) et le dichromate de pyridinium [C5H5NH]2[Cr2O7] (PDC). Les complexes métalliques oxo sont capables d'oxydations catalytiques de divers types, y compris des oxydations asymétriques. Certains complexes oxo favorisent les activations de liaisons C–H, convertissant les hydrocarbures en alcools.

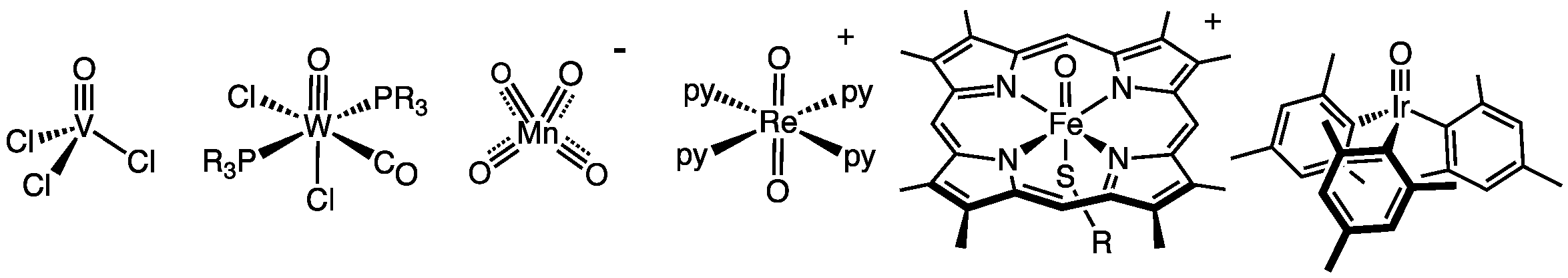
Exemples d'oxydes métalliques moléculaires. De gauche à droite : oxytrichlorure de vanadium (d0), carbonyle oxo de tungstène (d2), permanganate (d0), ReO2(py)4+ (d2), composé I du cytochrome P450 (d4) et O=Ir(Mes)3 (d4)[7].

### Complexes oxo de fer(IV)
Les complexes oxo de fer(IV) sont des intermédiaires dans de nombreuses oxydations biologiques :
- les hydroxylase α-cétoglutarate-dépendantes (en) activent l'oxygène O2 par décarboxylation oxydative de l'α-cétoglutarate, générant des centres ferryle Fe(IV)=O qui hydroxylent divers substrats hydrocarbonés[8] ;
- les enzymes du cytochrome P450 utilisent un cofacteur héminique, insèrent l'oxygène d'un groupe ferryle dans des liaisons C–H saturées[9], convertissent les alcènes en époxydes[10],[11], et oxydent les groupes aromatiques[12] ;
- la méthane monooxygénase (en) (MMO) oxyde le méthane en méthanol par transfert d'atomes d'oxygène à partir d'un intermédiaire oxo de fer à son centre di-fer non héminique[6]. Beaucoup d'efforts visent à reproduire des réactions avec des catalyseurs synthétiques[13].

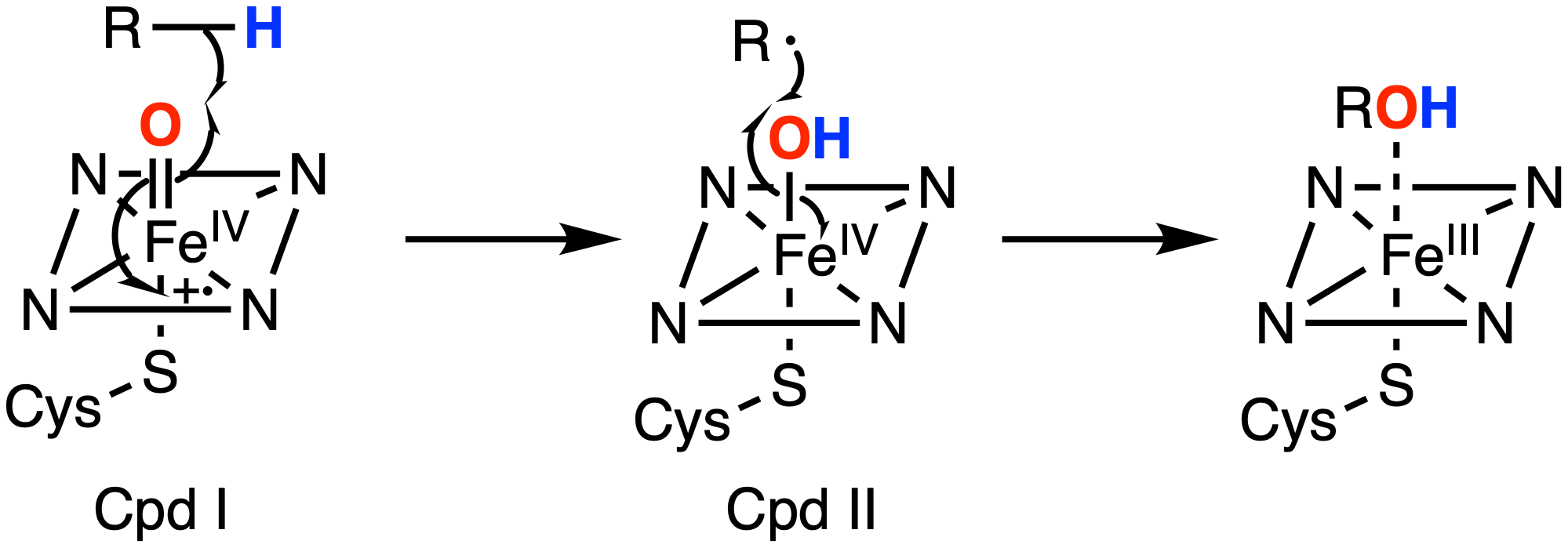
Mécanisme du cytochrome P450 pour l'oxydation de groupes aliphatiques[14].

### Complexes oxo de molybdène/tungstène
Le ligand oxo (ainsi que le ligand analogue sulfuro (en) S2−) est très présent dans la chimie du molybdène et du tungstène, apparaissant dans les minerais contenant ces éléments, tout au long de leur processus d'extraction ainsi que dans leur rôle biologique (hormis la nitrogénase). On considère généralement que ce sont les anions oxométallate MoO42− et WO42− qui sont transportés biologiquement et utilisés comme points de départ pour la synthèse des espèces biologiquement actives. Toutes les enzymes à molybdène ou à tungstène, hormis la nitrogénase, contiennent un ou plusieurs groupes prosthétiques de molybdoptérine. Les centres Mo ou W oscillent généralement entre les états M(VI) hexavalent et M(IV) tétravalent. Ces enzymes font intervenir un transfert d'atomes d'oxygène entre le centre Mo ou W et le substrat. Ce sont notamment les réactions :
- Sulfite oxydase : SO32− + H2O ⟶ SO42− + 2 H+ + 2 e− ;
- DMSO réductase : H3CS(O)CH3 + 2 H+ + 2 e− ⟶ H3CSCH3 + H2O ;
- Aldéhyde ferrédoxine oxydoréductase (en) : RCHO + H2O ⟶ RCO2H + 2 H+ + 2 e−.

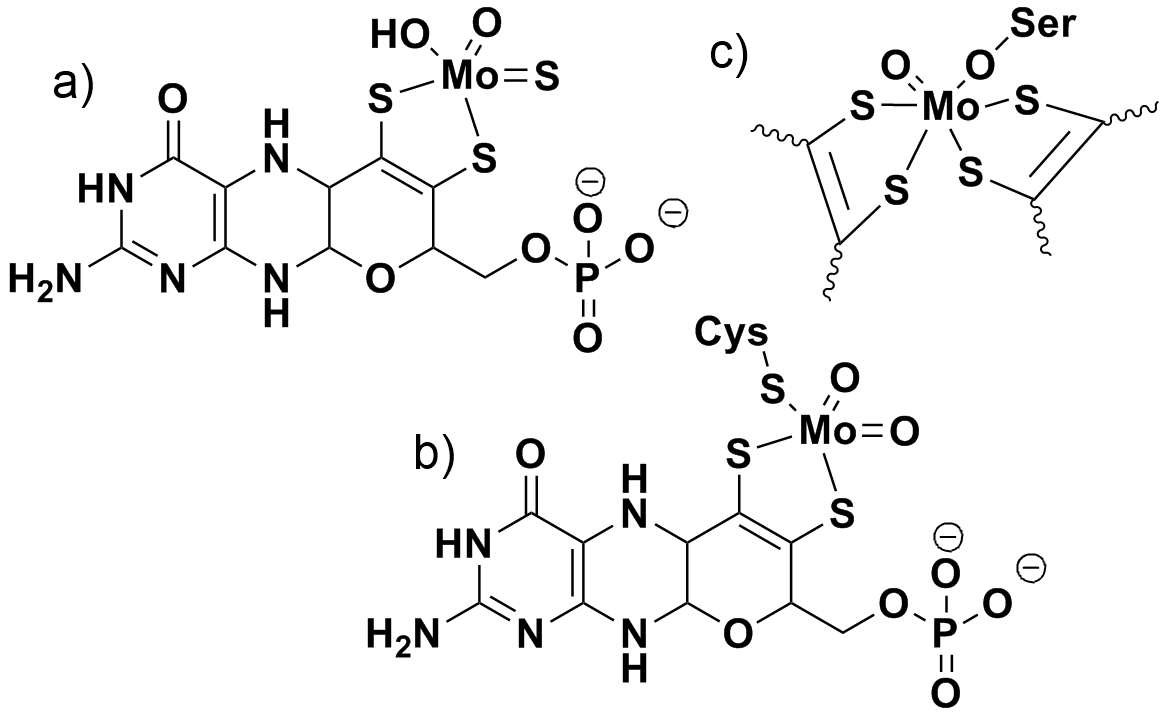
Exemples de cofacteurs à molybdène de (a) la xanthine oxydase, (b) la sulfite oxydase et (c) la DMSO réductase. La DMSO réductase contient également deux ligands molybdoptérine liés au molybdène qui ne sont pas représentés sur la figure pour plus de clarté.

### Complexe d'oxydation de l'eau
Le site actif du complexe d'oxydation de l'eau (COE) du photosystème II (PSII) est un complexe Mn4O5Ca avec plusieurs ligands oxo pontants qui participent à l'oxydation des molécules d'eau en oxygène. On pense que le COE utilise un ligand oxo terminal dans la réaction d'oxydation de l'eau. Cette réaction fondamentale est à l'origine de la presque totalité de l'oxygène atmosphérique terrestre.

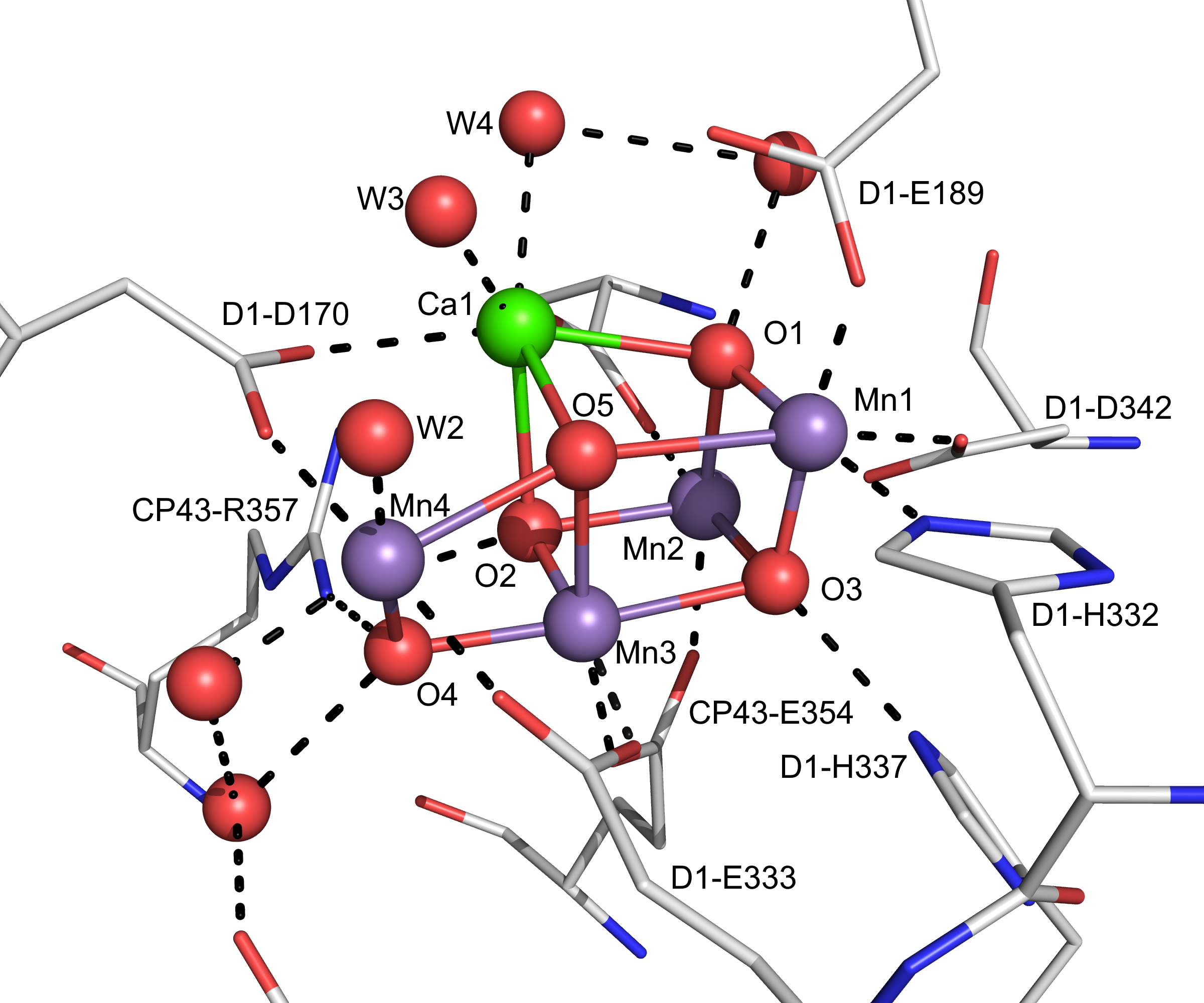
Structure du centre Mn4O5Ca du COE du PSII par cristallographie aux rayons X à 0,19 nm[16].